# Pat Priest
Pour les articles homonymes, voir Priest.
Pat Priest est une actrice américaine née le 15 août 1936 à Bountiful (Utah).

## Filmographie
- 1955 : À l'est d'Eden (East of Eden) : Student
- 1964 : Looking for Love (en) : Waitress
- 1964-1966 : Les Monstres (The Munsters, série télévisée) : Marilyn Munster
- 1967 : Trois gars, deux filles... un trésor (Easy Come, Easy Go) : Dina Bishop
- 1969 : Le Virginien (TV) saison 8 épisode 08 (The substitute) : Mary Lou
- 1971 : The Incredible 2-Headed Transplant : Linda Gerard
- 1973 : Some Call It Loving : Carnival Nurse
- 1995 : Les Monstres (TV) : Cameo appearance